# Hebius frenatum
Hebius frenatum är en ormart som beskrevs av Dunn 1923. Hebius frenatum ingår i släktet Hebius och familjen snokar. IUCN kategoriserar arten globalt som otillräckligt studerad. Inga underarter finns listade i Catalogue of Life.
Arten är känd från två områden på norra Borneo (Malaysias del). Den hittades i kulliga områden vid cirka 600 meter över havet. Individerna levde i skogar med dipterokarpväxter. Andra släktmedlemmar håller sig nära vattenansamlingar och Hebius frenatum har antagligen samma beteende. Honor lägger ägg.